# Pedro Mathey
Pedro César Mathey Hoke (* 30. März 1928 in Callao; † 8. Oktober 1985 in Huacho) war ein peruanischer Radrennfahrer und nationaler Meister im Radsport.

## Sportliche Laufbahn
Mathey war im Straßenradsport aktiv. 1948 war er Teilnehmer der Olympischen Sommerspiele in London. Das olympische Straßenrennen beendete er nicht. Peru kam mit Hernán Llerena, Luis Poggi und Pedro Mathey nicht in die Mannschaftswertung, da kein Fahrer des Teams das Rennen beendete.
Bei den Panamerikanischen Spielen 1951 in Buenos Aires gewann er die Bronzemedaille in der Mannschaftswertung des Straßenrennens.